# Petropedetes euskircheni
Petropedetes euskircheni é uma espécie de anfíbio anuro da família Petropedetidae. Está presente nos Camarões. A UICN classificou-a como pouco preocupante.